# Nukupuu de Kauai
El nukupuu de Kauai (Hemignathus hanapepe) és un ocell de la família dels fringíl·lids (Fringillidae).

## Hàbitat i distribució
Habita els boscso de les muntanyes de Kauai, a les Hawwaii.